# Laura Linney
Laura Leggett Linney (5. veljače 1964.), priznata američka filmska glumica. Osvajačica Emmya i nominacije za Oscar.
Rodila se u New Yorku, kao kći Ann Perske(djevojački Leggett), medicinske sestre u bolnici za rak i Romulusa Linneya, dobro poznatog profesora i dramatičara.
Pradjed joj je bio veliki republikanski kongresmen.
Ima polusestru Susan, iz očevog drugog braka.
Nakon što je maturirala 1982., odlazi na Sveučilište Northwestern, a potom prelazi na sveučilište Brown, gdje diplomira umjetnost 1986. Poslije toga odlazi na gotovo mitološku školu Julliard.
Karijeru je počela 1990-ih, isprva u manjim ulogama, a onda su došli zahtjevniji poslovi i veće uloge nasuprot već priznatim glumcima. Među ranim filmovima su "Apsolutna moć","Iskonski strah", i "Život Davida Galea".
Talent za komediju pokazala je u filmu "Zapravo ljubav".
Za ulogu supruge Alfreda Kinseya nominirana je za nagradu Oscar.
Emmye je pokupila 2002. i 2004. godine.
Dosad je snimila 30 filmova.
Bila je udana za Davida Atkinsa od 1995. do 2000. godine, ali se od njega rastala. Nema djece. Trenutno je zaručena.

## Vanjske poveznice
- Laura Linney u internetskoj bazi filmova IMDb-u (engl.)
- Laura Linney na Internet Broadway Databaseu (engl.)
- Laura Linney  Arhivirana inačica izvorne stranice od 11. veljače 2021. (Wayback Machine) na TV.com
- Mr. Skin info on Laura Linney
- MovieHole interview  Arhivirana inačica izvorne stranice od 15. prosinca 2007. (Wayback Machine) (September 8, 2005)
- BlackFilm interview (August, 2005)
- Sight Unseen interview, conducted by Romulus Linney  Arhivirana inačica izvorne stranice od 27. rujna 2007. (Wayback Machine) (2004)
- Combustible Celluloid interview (February 17, 2003)
- Hollywood.com interview (January 3, 2001)